# Андерс Війкман
Андерс Війкман (швед. Anders Wijkman; нар. 30 вересня 1944 року, Стокгольм, Швеція) — шведський політик. Член парламенту Швеції (1971 — 1978 рр.), депутат Європейського парламенту (1999 — 2009). З 2012 року — співголова Римського клубу.

## Життєпис
У 1967 році закінчив Стокгольмський університет. Бакалавр політології та економіки.
У 1971 — 1978 роках — член Риксдагу.
У 1979 — 1988 роках — генеральний секретар Шведського Червоного хреста. Під час керівництва організацією почав реалізацію низки проектів, в тому числі, створення Центру по реабілітації жертв тортур, Центру профілактики ВІЛ/СНІДу, а також основні програми запобігання стихійним лихам у Східній Африці. У 1981 — 1989 роках президент Комісії Міжнародного Червоного Хреста з ліквідації наслідків стихійних лих.
У 1989 — 1991 роках — генеральний секретар Шведського товариства охорони природи.
У 1992 — 1994 роках — генеральний директор Шведського агентства з питань наукового співробітництва з країнами, що розвиваються.
У 1995 — 1997 роках — помічник Генерального секретаря Організації Об'єднаних Націй та директор з політики Програми розвитку ООН. У 1998 році — посол МЗС Швеції.
У 1999 — 2009 роках — депутат Європейського парламенту. Як член Європарламенту, він зосередився на питаннях, пов'язаних зі зміною клімату, енергетичній політиці, охороні навколишнього середовища та здоров'я, розвитку співробітництва та гуманітарних питаннях. Член Християнсько-демократичної партії Швеції.
З 20 липня 1999 року по 13 липня 2009 року — член парламентської фракції Європейська народна партія (християнські демократи) і європейські демократи.
З 21 липня 1999 року по 14 січня 2002 року — член Комітету з питань промисловості, зовнішньої торгівлі, науки і енергетики.
З 22 липня 1999 року по 9 жовтня 1999 року — заступник голови Делегації у Парламентській комісії зі співробітництва та делегацій по зв'язках з Україною, Білоруссю і Молдовою.
З 14 вересня 1999 року по 19 липня 2004 року — представник від Європейського парламенту в Об'єднаній Парламентській асамблеї Угоди між країнами Африки, Карибського басейну і Тихого океану і Європейським Союзом.
З 17 січня 2002 по 21 січня 2002 року — член, а з 22 січня 2002 року по 19 липня 2004 року — заступник голови Комітету з розвитку та співробітництва.
З 21 липня 2004 року по 13 липня 2007 року з 15 січня 2007 року по 13 липня 2009 року — член Комітету з охорони навколишнього середовища, охорони здоров'я та безпеки харчових продуктів.
З 19 січня 2006 року по 14 лютого 2007 року — член Тимчасового комітету з розслідування передбачуваного застосування європейських країн ЦРУ для перевезення та незаконного утримання під вартою в'язнів.
З 10 травня 2007 року по 4 лютого 2009 року — член Тимчасового комітету зі зміни клімату.
Крім того, займав пост заступника члена в різних комітетах чи комісіях, а саме: 
- З 21 липня 1999 року по 14 січня 2002 року — заступник члена Комітету з розвитку та співробітництва.
- З 13 грудня 2000 року по 9 жовтня 2001 року — заступник члена Тимчасового комітету з генетики людини та інших нових технологій в сучасній медицині.
- З 17 січня по 22 жовтня 2002 року — заступник члена Комітету з питань промисловості, зовнішньої торгівлі, науки і енергетики.
- З 23 жовтня 2002 року по 19 липня 2004 року — заступник члена Комітету з охорони навколишнього середовища, охорони здоров'я та споживчої політики.
- З 22 липня 2004 року по 14 січня 2007 року, з 31 січня 2007 роки 13 липня 2009 року — заступник члена Комітету з розвитку.
- З 15 вересня 2004 року по 13 березня 2007 року і з 14 березня 2007 по 13 липня 2009 року — заступник члена Делегації зі зв'язків з Сполученими Штатами Америки.

У 2002 році був Головою групи спостерігачів Європейського Союзу на загальних виборах в Кенії.
З 2010 року — старший радник Стокгольмського інституту навколишнього середовища і Лінчепінського університету. З 2011 року — голова уряду Швеції в Цільовій групі з перегляду державних закупівель. 
У січні 2015 року призначений Головою шведського Міжпартійного комітету з екології.